# Canale 5
«Canale 5» — итальянский частный телеканал, флагман медиагруппы Mediaset (крупнейшего итальянского частного телевизионного оператора). Доступен на национальном уровне, т.е. во всей стране. Это один из основных эфирных каналов Италии, его логический номер[it] — 5.
«Canale 5» — это универсальный телеканал, т.е. с широким жанровым спектром (разноплановыми передачами) и для широких слоёв публики. Программа передач составлена так, чтобы привлечь как детей и молодёжь, так и взрослых.

## Программная политика
Среди каналов итальянского медиахолдинга «Mediaset» («Canale 5», «Italia 1», «Rete 4») он позиционируется как «универсальный» и нацеленный абсолютно без разбора как на взрослых, так и на детей, как на мужчин, так и на женщин, в то время как «Italia 1» — канал для детей и молодёжи, а «Rete 4» смотрят в основном домохозяйки.

## Известные телеведущие
- Сара Вароне[англ.]
- Маурицио Констанцо[итал.]
- Тео Маммукари
- Джанни Моранди
- Джорджо Панариелло
- Федерика Паникуччи[итал.]
- Паола Перего[англ.]
- Мишель Хунцикер